# Quần vợt tại Đại hội Thể thao Đông Nam Á 2023
Quần vợt là một trong những môn thể thao được tranh tài tại Đại hội Thể thao Đông Nam Á 2023 ở Campuchia. Môn Soft Tennis tại SEA Games 32 diễn ra từ ngày 06 tới ngày 14 tháng 05 năm 2023 tại Khu liên hợp quần vợt Morodok Techo và Khu liên hợp quần vợt Olympic.
Môn quần vợt tại SEA Games 32 sẽ có 7 nội dung: đơn nam, đơn nữ, đôi nam, đôi nữ, đôi nam nữ, đồng đội nam, đồng đội nữ.

## Chương trình thi đấu
Môn quần vợt thi đấu từ ngày 06 đến 14 tháng 05 năm 2021, với lịch thi đấu cụ thể như sau:
| Ngày  | Giờ   | Nội dung                                 |
| ----- | ----- | ---------------------------------------- |
| 06/05 | 09:00 | Vòng 1 đồng đội nam và đồng đội nữ       |
| 07/05 | 09:00 | Vòng Tứ kết đồng đội nam và đồng đội nữ  |
| 08/05 | 09:00 | Bán kết đồng đội nam và đồng đội nữ      |
| 09/05 | 09:00 | Chung kết đồng đội nam và đồng đội nữ    |
| 09/05 | 09:00 | Lễ trao giải đồng đội nam và đồng đội nữ |
| 09/05 | 09:00 | Vòng 1 đơn nam và đơn nữ                 |
| 09/05 | 09:00 | Vòng 1 đôi nam nữ                        |
| 10/05 | 09:00 | Tứ kết đơn nam và đơn nữ                 |
| 10/05 | 09:00 | Tứ kết đôi nam nữ                        |
| 11/05 | 09:00 | Bán kết đơn nam và đơn nữ                |
| 11/05 | 09:00 | Bán kết đôi nam nữ                       |
| 12/05 | 09:00 | Vòng 1 đôi nam, đôi nữ                   |
| 12/05 | 09:00 | Vòng 2 đôi nam, đôi nữ                   |
| 13/05 | 09:00 | Chung kết đơn nam và đơn nữ              |
| 13/05 | 09:00 | Lễ trao giải                             |
| 13/05 | 09:00 | Bán kết đôi nam, đôi nữ                  |
| 14/05 | 09:00 | Chung kết đôi nam và đôi nữ              |
| 14/05 | 09:00 | Chung kết đôi nam nữ                     |
| 14/05 | 09:00 | Lễ trao giải                             |

## Bảng huy chương
| Hạng               | Đoàn               | Vàng | Bạc | Đồng | Tổng số |
| ------------------ | ------------------ | ---- | --- | ---- | ------- |
| 1                  | Indonesia          | 4    | 2   | 3    | 9       |
| 2                  | Thái Lan           | 2    | 3   | 4    | 9       |
| 3                  | Philippines        | 1    | 0   | 0    | 1       |
| 4                  | Việt Nam           | 0    | 2   | 3    | 5       |
| 5                  | Campuchia          | 0    | 0   | 2    | 2       |
| 5                  | Malaysia           | 0    | 0   | 2    | 2       |
| Tổng số (6 đơn vị) | Tổng số (6 đơn vị) | 7    | 7   | 14   | 28      |

## Danh sách huy chương
| Đơn nam      | Muhammad Rifqi Fitriadi · Indonesia                                                     | Lý Hoàng Nam · Việt Nam                                                              | Kasidit Samrej · Thái Lan                                                                              |  |  |  |
| Đơn nam      | Muhammad Rifqi Fitriadi · Indonesia                                                     | Lý Hoàng Nam · Việt Nam                                                              | Bun Kenny · Campuchia                                                                                  |  |  |  |
| Đơn nữ       | Priska Madelyn Nugroho · Indonesia                                                      | Lanlana Tararudee · Thái Lan                                                         | Anchisa Chanta · Thái Lan                                                                              |  |  |  |
| Đơn nữ       | Priska Madelyn Nugroho · Indonesia                                                      | Lanlana Tararudee · Thái Lan                                                         | Savanna Lý-Nguyễn · Việt Nam                                                                           |  |  |  |
|              |                                                                                         |                                                                                      | |  |  |  |
| Đôi nam      | Philippines · Francis Alcantara · Ruben Gonzalez                                        | Indonesia · Christopher Rungkat · Nathan Anthony Barki                               | Malaysia · Koay Hao Sheng · Mitsuki Leong Wei Kang                                                     |  |  |  |
| Đôi nam      | Philippines · Francis Alcantara · Ruben Gonzalez                                        | Indonesia · Christopher Rungkat · Nathan Anthony Barki                               | Việt Nam · Nguyễn Đắc Tiến · Nguyễn Văn Phương                                                         |  |  |  |
| Đôi nữ       | Thái Lan · Luksika Kumkhum · Peangtarn Plipuech                                         | Indonesia · Jessy Rompies · Aldila Sutjiadi                                          | Thái Lan · Lanlana Tararudee · Punnin Kovapitukted                                                     |  |  |  |
| Đôi nữ       | Thái Lan · Luksika Kumkhum · Peangtarn Plipuech                                         | Indonesia · Jessy Rompies · Aldila Sutjiadi                                          | Indonesia · Beatrice Gumulya · Fitriana Sabrina                                                        |  |  |  |
| Đôi nam nữ   | Indonesia · Christopher Rungkat · Aldila Sutjiadi                                       | Thái Lan · Pruchya Isaro · Peangtarn Plipuech                                        | Indonesia · David Agung Susanto · Beatrice Gumulya                                                     |  |  |  |
| Đôi nam nữ   | Indonesia · Christopher Rungkat · Aldila Sutjiadi                                       | Thái Lan · Pruchya Isaro · Peangtarn Plipuech                                        | Thái Lan · Thantub Suksumrarn · Luksika Kumkhum                                                        |  |  |  |
|              |                                                                                         |                                                                                      | |  |  |  |
| Đồng đội nam | Thái Lan · Yuttana Charoenphon · Kasidit Samrej · Pruchya Isaro · Thantub Suksumrarn    | Việt Nam · Lý Hoàng Nam · Nguyễn Văn Phương · Phạm Minh Tuấn · Trịnh Linh Giang      | Malaysia · Christian Andre Liew Sheng · Koay Hao Sheng · Mitsuki Leong Wei Kang                        |  |  |  |
| Đồng đội nam | Thái Lan · Yuttana Charoenphon · Kasidit Samrej · Pruchya Isaro · Thantub Suksumrarn    | Việt Nam · Lý Hoàng Nam · Nguyễn Văn Phương · Phạm Minh Tuấn · Trịnh Linh Giang      | Indonesia · Christopher Rungkat · David Agung Susanto · Muhammad Rifqi Fitriadi · Nathan Anthony Barki |  |  |  |
| Đồng đội nữ  | Indonesia · Aldila Sutjiadi · Beatrice Gumulya · Jessy Rompies · Priska Madelyn Nugroho | Thái Lan · Anchisa Chanta · Luksika Kumkhum · Peangtarn Plipuech · Lanlana Tararudee | Campuchia · Andrea Ka · Grace Krusling · Chenda Som                                                    |  |  |  |
| Đồng đội nữ  | Indonesia · Aldila Sutjiadi · Beatrice Gumulya · Jessy Rompies · Priska Madelyn Nugroho | Thái Lan · Anchisa Chanta · Luksika Kumkhum · Peangtarn Plipuech · Lanlana Tararudee | Việt Nam · Savanna Lý-Nguyễn · Phạm Đình Quỳnh · Sĩ Bội Ngọc                                           |  |  |  |